# Григорин-Рябов, Виктор Валерианович
Виктор Валерьянович Григорин-Рябов (1914—1993) — российский учёный в области радиолокационных и радионавигационных устройств, доктор технических наук, профессор, генерал-майор авиации.
Родился 5 мая 1914 года в Кишинёве.
Окончил Киевский индустриальный институт по специальности «Радиотехника и радиосвязь» (1941).
С 1941 по 1972 год на военной службе, генерал-майор авиации.
В ВВА им. Н. Е. Жуковского: слушатель (1941—1942), младший преподаватель, преподаватель, старший преподаватель (1942—1948).
В 1948—1960 гг. начальник кафедры радиопередающих устройств Рижского Краснознамённого высшего инженерно-авиационного военного училища им. Ленинского комсомола (РКВИАВУ).
В 1960—1961 гг. начальник кафедры радиолокации, в 1961—1972 гг. первый начальник кафедры радиолокационных и радионавигационных устройств Военно-воздушной академии им. Н. Е. Жуковского.
Генерал-майор инженерно-технической службы ((25.10.1967), генерал-майор авиации.
Профессор (1972—1975), заведующий (1975—1987) кафедры радиотехники и электросвязи МИИТ.
Доктор технических наук, профессор. Докторская диссертация:
- Обобщенная теория генераторов разрывных колебаний с выделенным двухполюсником обратной связи : диссертация … доктора технических наук в форме научного доклада : 05.00.00. — Рига, 1959. — 334 с. : ил.; 24 х 15 см.

Награждён орденами Красной Звезды (30.12.1956), Отечественной войны I степени (06.04.1985), медалями «За боевые заслуги» (19.11.1954), «За победу над Германией в Великой Отечественной войне 1941—1945 гг.», Почётной грамотой Президиума Верховного Совета Латвийской ССР. Почётный радист СССР.
Сочинения:
- Радиотехнические железнодорожные устройства / [В. В. Григорин-Рябов, А. М. Вериго, О. И. Шелухин, В. И. Шелухин]. — Москва : Транспорт, 1985. — 159,[2] с. : ил.; 21 см.
- Некоторые вопросы общей теории релаксационных генераторов с одним реактивным элементом [Текст] / В. В. Григорин-Рябов. — Рига : [б. и.], 1958. — 36 с. : ил.; 23 см. — (Труды Рижского краснознаменного высшего инженерно-авиационого военного училища; Вып. 51).
- Обобщенная теория генераторов разрывных колебаний с выделенным двухполюсником обратной связи / В. В. Григорин-Рябов. — Рига : Рижск. Краснознам. высш. инж.-авиац. воен. училище им. Ленинского комсомола, 1959. — 333 с. : ил.; 24 см.
- Теория и расчет электронных коммуникаторов фаз радиополукомпасов [Текст] / Доц. канд. техн. наук Григорин-Рябов, В. В. — [Москва] : [б. и.], 1948. — 62 с. : ил.; 25 см.

Соавтор и редактор справочника:
- Радиолокационные устройства (теория и принципы построения) / Под ред. В. В. Григорина — Рябова.- М. : Сов. радио, 1970. — 680 с. Тираж 18 500 экз.